# Урсаево (Азнакаевский район)
Урса́ево (тат. Урсай) — село в Азнакаевском районе Республики Татарстан. Административный центр Урсаевского сельского поселения.

## География
Село расположено в Восточном Закамье на реке Ик в устье реки Курайелга, в 23 км к северо-востоку от города Азнакаево.

## История
Известно с 1707 года. Являлось поселением башкир-вотчинников Юрмийской волости и тептярей, припущенных первыми. Уточняется, что тептяри были припущены в 1684—1690 годах.
Известия об Урсаево уходят вглубь истории. Сохранилась  закладная кабала 1707 года татарина деревни Урусаева Казанской дороги Уфимского уезда Кильметя Байкиева, оформившая  взятие в долг 5 рублей у башкирца деревни Ваныш Осинской дороги  Алпаута Тоишева. В 1728 году башкир деревни Урсаево Бакы Тометов занял у копииста Уфимской провинциальной канцелярии 10 рублей денег с обязательством работы у него до уплаты долга.
По IV ревизии (1782 г.), материалы которой сохранились не полностью, в деревне Урсаева были учтены тептяри в количестве 5 душ мужского пола, входившие в команду старшины Аитмамбета Ишметева, а также 17 ревизских душ тептярей команды старшины Юрмийской волости Нагайбака Асанова.
В 1795 году были учтены 186 башкир, 45 тептярей, 29 ясачных татар, 5 служилых татар. В 1816 году зафиксированы 137 душ башкир мужского пола, «припущенных оными на вечность и без документов 37 душ тептярей мужского пола при 8 дворах» и «ясачных и служилых татар 28 душ мужского пола».
В «Списке населенных мест по сведениям 1859 года», изданном в 1864 году, населённый пункт упомянут как башкирская деревня Урсаева 1-го стана Бугульминского уезда Самарской губернии. Располагалась при реке Ике, в 70 верстах от уездного города Бугульмы и в 60 верстах от становой квартиры в казённой и башкирской деревне Альметева (Альметь-муллина). В деревне в 121 дворе жили 874 человек (430 мужчин и 444 женщины). Была мечеть.
В 1918 году жители Урсаево на противоположном берегу реки Ик основали новые деревни: Новоурсаево и Муслюм (Муслюминка).

## Население
Изменение численности населения села по годам (источник Татарская энциклопедия).
| 1795 | 1816 | 1834 | 1859 | 1889 | 1897 | 1910 | 1920 | 1926 | 1938 | 1949 | 1958 | 1970 | 1979 | 1989 | 2002 | 2010 | 2015 |
| ---- | ---- | ---- | ---- | ---- | ---- | ---- | ---- | ---- | ---- | ---- | ---- | ---- | ---- | ---- | ---- | ---- | ---- |
| 186  | 349  | 235  | 874  | 1619 | 1833 | 2407 | 2185 | 1789 | 1652 | 1174 | 1166 | 1329 | 1005 | 775  | 740  | 753  | 766  |

Национальный состав
Согласно результатам переписи 2002 года, в национальной структуре населения татары составили 96%.

## Религия
В 1998 году в селе начала действовать мечеть. В 2022 году открылась вновь построенная мечеть «Мухамедзакир», посвящённая деду Расимы Азгаровны Мусиной.

### Комментарии
1. ↑  Расстояние измерено с помощью инструментария Яндекс.Карты
2. ↑  душ мужского пола